# Numinøse
Numinøs (af latin numinosus, af numen: guddom, guddomsmagt) er et begreb/udtryk skabt af den tyske teolog og forsker inden for komparativ religion Rudolf Otto i hans hovedværk Das Heilige (1917).
Begrebet numinøs omhandler det hellige andet, oplevelsen af en udefrastrømmende magt. Det numinøse er ikke det helliges moralske og rationelle aspekter, for dét kan etik og dogmatik udrede. Rudolf Otto søger at iagttage religionens irrationelle aspekt, det numinøse, som kun kan bestemmes ud fra de følelser, som er knyttet til den specifikke oplevelse. Det numinøse er (med Rudolf Ottos egne ord) ”Das ganz Andere”, altså: ”det, der er noget helt andet”, det, der ligger uden for menneskelige kategorier.
Rudolf Otto bruger også et andet latinsk term om det numinøse, nemlig "mysterium tremendum et fascinans" – et mysterium man skælver og tryllebindes af. Det numinøse skræmmer og drager altså samtidig. En parallel kan herfra drages til Carl Gustav Jung og hans begreb Gud-imago (Gudsbillede): en psykologisk erfaring, der indtræffer når en person er ved afslutningen af sin individuation. Jung beskriver også Gud-imago som en skrækindjagende autoritetsfigur. Ærefrygten spiller en afgørende rolle for begge religiøse oplevelser – frygten og fascinationen.
Jung benytter også begrebet "det numinøse", dog er det hos ham blot noget psykologisk (som ved Gud-imago-begrebet) i forhold til hos Rudolf Otto, hvor det mere skal ses i en komparativ religiøs kontekst.